# Други горњи секутић
Други горњи (латерални, дистални) секутић – dens incisivus secundus superior - је други зуб од медијалне линије у оба квадранта горњег денталног лука. Постоје два горња латерална секутића која се обележавају на следећи начин:
- стални горњи десни други секутић – 12;
- стални горњи леви други секутић – 22.

Својом мезијалном површином он контактира са централним секутићем, а дистално са очњаком. Други горњи секутић је умањени облик првог и допуњује га у функцији (мастикација, фонетика и естетика). Показује правилан знак угла и лука и правилан нагиб корена, а оклудира са доњим латералним секутићем и доњим очњаком.

## Круна
Круна зуба је по облику слична горњем централном секутићу, али је нешто заобљенија и показује честе варијације, па може да се јави у више различита облика: облик сличан перли (бисеру), облик сличан очњаку, а најчешће је ипак слична круни првог секутића. На круни се описује пет површина (аспеката): лабијална, палатинална, две проксималне и инцизална.

### Лабијани аспект
Лабијална површина (лат. facies labialis) је облика високог трапеза или правоугаоника, са базом у пределу сечивне ивице. У целости подсећа на аналогну површину горњег централног секутића, али је нешто мања и заобљенија. Максимум конвекситета се налази у вратној трећини и више је изражен мезијално (правилан знак лука). На лабијалној површини се уочавају и два плитка удубљења (мезиолабијална и дистолабијална развојна депресија), која полазе од сечивне ивице и завршавају се у средњој трећини. У вратној трећини могу да се виде тзв. глеђни набори (преклопне линије), паралелни са цервикалном линијом.
Мезијални профил је конвексан и висина контуре се налази на споју инцизалне и средње трећине, а дистални профил је сличан, с тим што се висина контуре налази у средњој трећини. Сечивна ивица је равна, али се код новоизниклих зуба могу наћи два кумулуса, која нестају када он успостави активну оклузију. Цервикална линија је конвексна у смеру корена.

### Палатинални аспект
Палатинална површина (лат. facies palatinalis) је нешто ужа од лабијалне и има облик троугла. У инцизалној и средњој трећини она је конкавна и овде се налази лингвална јама (лат. fossa lingualis s. dentalis), коју ограничавају мезијални и дистални маргинални гребенови. У цервикалној трећини палатинална површина је конвексна и гради цингулум, који је израженији у односу на централни секутић. Између ових структура налази се хоризонтална лингвогингивална бразда са слепим отвором (лат. foramen caecum) из кога извире и fissura liguocervicalis и пружа се вертикално ка дисталном делу врата зубa. Највећи конвекситет палатиналне површине се налази у пределу цингулума.

### Проксимални аспект
Мезијална и дистална проксимална површина (лат. facies mesialis et facies distalis, s. facies proximalis) су облика троугла са базом у пределу врата зубa. Мезијална страна је дужа, шира и равнија од дисталне и има већу контактну област, која се налази у инцизалној трећини (док је код дисталне она локализована нешто цервикалније).
Лабијални профил је конвексан, а палатинални конкаван у средњој и инцизалној, а конвексан у цервикалној трећини. Сечивна ивица је оштра или благо заобљена и нагнута орално.

### Инцизални аспект
Са инцизалног аспекта зуб је трапезоидног облика, слично очњаку, са базом коју чини лабијална површина и врхом у пределу цингулума.

## Врат
Врат зубa (лат. collum dentis) се наставља на круну и показује цервикалну линију са конвекситетом у апикалном (код лингвалне и палатиналне површине) и инцизалном смеру (код проксималних површина).

## Корен
Горњи латерални секутић има један корен, купастог облика. Често показује уздужну бразду на дисталној површини и на попречном пресеку је овоидног облика. У поређењу са централним секутићем, нешто је дужи у односу на висину круне и има оштрији врх, али у принципу личе један на други.

## Димензије
| Други горњи секутић   |                         |              |               |                    |
| Мезио-дистална ширина | Вестибуло-орална ширина | Висина круне | Дужина корена | Укупна дужина зуба |
| 6,5 mm                  | 6,0 mm                    | 9,0 mm         | 13,0 mm         | 22,0               |

## Развој зуба
| Почетак калцификације | Комплетно формирана круна | Ницање (ерупција) | Завршен раст корена |
| --------------------- | ------------------------- | ----------------- | ------------------- |
| 1 година              | 4 - 5 година              | 8 - 9 година      | 11 година           |

## Варијације
Код овог зубa се среће највећи број варијација и аномалија у читавом зубику, са изузетком умњака. Често се среће и као прекобројни зуб у вилици. Од многобројних варијација већина се односи на:
- облик лабијалне контуре,
- облик цингулума,
- облик проксималних површина и
- закривљеност корена.